# Chaeteessa burmeisteri
Chaeteessa burmeisteri är en bönsyrseart som beskrevs av Christoph Gottfried Andreas Giebel 1862. Chaeteessa burmeisteri ingår i släktet Chaeteessa och familjen Chaeteessidae. Inga underarter finns listade i Catalogue of Life.